# Francisco Vaca
Francisco Vaca fue un abogado y político mexicano. Nació en el pequeño pueblo michoacano de Chilchota. Se tituló de la licenciatura en Derecho en 1850 y luego se radicó en la ciudad de Colima. Fue vocal de la Junta de gobierno nombrada por el general Ignacio Comonfort en 1855 para arreglar el Estatuto orgánico del territorio colimense. En 1857 fue diputado constituyente al Congreso cuando Colima fue elevado a de territorio a estado. Luego se desempeñó como juez de Distrito de Colima y Jalisco, con lugar en Colima. Falleció el 25 de noviembre de 1898 cuando era magistrado de la Suprema Corte de Justicia de la Nación. Una calle de la colonia La Albarrada en la ciudad de Colima lleva en honor su nombre.